# 卡拉比尼夫卡 (巴甫洛格勒區)
48°36′9″N 35°35′37″E / 48.60250°N 35.59361°E
卡拉比尼夫卡（烏克蘭語：Карабинівка），是烏克蘭的村落，位於該國中部第聶伯羅彼得羅夫斯克州，由巴甫洛赫拉德區負責管轄，處於別列茲涅古瓦塔河畔，距離新亞歷山德里夫斯凱和布拉希夫卡3公里，海拔高度64米。